# One Ok Rock
ONE OK ROCK — японская альтернативная рок-группа, основанная в 2005 году.

## История

### Основание и успех
Группа была основана в 2005 году, по инициативе гитариста Тору (также певшего и читающего рэп), который объединился с басистом Рётой. Впоследствии к ним присоединился вокалист Така (ex. NEWS) до этого исполнявший поп-музыку и ещё один гитарист американо-японского происхождения Александр Онидзава.
После ряда успешных концертов, музыканты выпустили EP «One Ok Rock» в середине 2006 года, а затем ещё один мини-альбом «Keep It Real» в конце того же года. В 2007 году в группе присоединился постоянный ударник Томоя. Его партии впервые были записаны на «Naihi Shinsho» (2007), песни с этого релиза прозвучали на радио и открыли путь к широкой публике. Выпуску дебютного студийного альбома, «Zeitakubyou» (2007) предшествовал тур, за которым последовал 2 пластинки, в 2008 году.

### Уход Алекса
В середине 2009 года, гитарист группы Алекс оказался замешан в скандале. По информации полиции, подвыпивший Алекс ехал на поезде в город Кавасаки и приставал к 21-летней студентке частной школы. Он был арестован, и признал все выдвинутые против него обвинения. Из-за этого группа отменила свой тур по Японии и отменила выход сингла «Around the World Shonen». Заглавная песня с сингла должна была стать темой к сериалу «God Hand Teru», но в связи со скандалом уже была выбрана другая песня. Впоследствии Александр принял решение покинуть группу, не разрушая её имидж. С мая 2009 года One Ok Rock становится квартетом, приняв решение не искать нового гитариста.

### Возвращение
Летом того же года группа вернулась на музыкальную сцену, уже будучи квартетом. По словам Таки:
Раньше мы были как пятиугольник, который трудно держать в равновесии. Так как сейчас нас четверо и мы похожи на квадрат, расстояние между нами стало одинаковым, и мы можем вместе проходить через то, с чем сталкиваемся; думаю, наша продуктивность улучшилась.

## Стиль и тематика

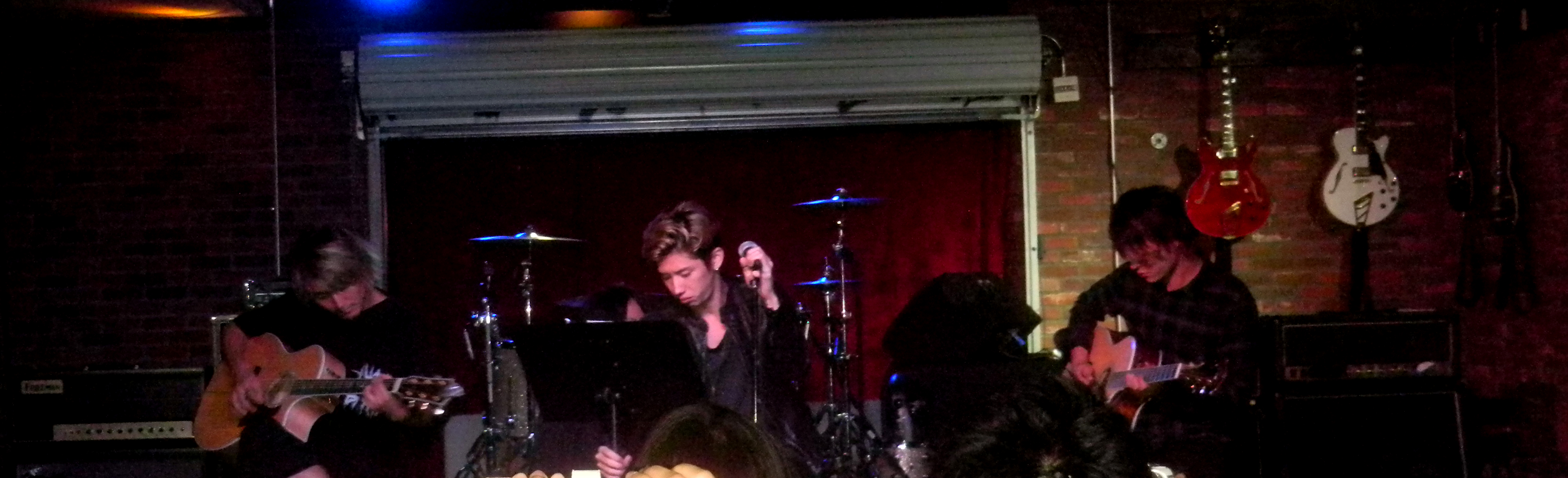
Выступление One Ok Rock на «Lucky Strike Live», 22 октября 2015

AllMusic определили звучание группы как пауэр-поп, альтернативный рок, инди-рок, хард-рок и поп-панк. В то же время вокалист Така пришёл в рок-музыку из других жанров:
Нет. Я раньше пел под очень «чистую» музыку. Я играл тогда в группе с еще двумя участниками — клавишником и гитаристом. Я еще мало знал об инструментах, но в маленькой студии мне было не видно, кто играет на чем (смеется), и я просто слышал громкие звуки (смеется). Это было удобно, что играли они громко. Я слышал настоящее звучание барабанов, гитары и баса впервые. Меня это сильно впечатлило, поскольку мне всегда это было интересно. Изначально мне очень нравилась группа RIZE. Жанр оказался не тем, к которому я привык, поэтому ощущения были, как будто я попал в новый мир, и мне было очень весело. Мы играли вместе каждую неделю, а я все еще мало что знал
.
Гитарист Тору и басист Рёта начинали в танцевальной хип-хоп группе, Рёта впервые взялся за бас-гитару только по просьбе Тору из-за того что у них не было басиста. Сами же музыканты относят своё творчество к смеси рока, эмо, метала и хардкора. Также, к наиболее оказавшим влияние на их творчество, они отнесли: My Chemical Romance, Enter Shikari, Good Charlotte, Last Winter, Saosin, Linkin Park, Metallica, RIZE.

## Состав
- Така (яп. タカ, настоящее имя Такахиро Мориути (森内 寛貴); родился 17 апреля 1988 года в Токио) — Вокал. Сын известного певца Синъити Мори. Бывший участник NEWS.
- Тору (яп. トオル То:ру, настоящее имя Тору Ямасита (山下 亨); родился 7 декабря 1988 года В Осаке) — Гитара и бэк-вокал. Бывший участник танцевальной хип-хоп группы Heads.
- Рёта (яп. リョウタ Рё:та, настоящее имя Рёта Кохама (小浜 良太); родился 4 сентября 1989 года в Осаке) — Бас-гитара. Бывший участник танцевальной хип-хоп группы Heads.
- Томоя (яп. トモヤ, настоящее имя Томоя Канки (神吉 智也); родился 27 июня 1987 года в преф. Хёго) — Ударные.

### Бывшие участники
- Александр Рэимон Онидзава, Алекс (яп. 鬼澤 アレクサンダー礼門 Онидзава Арэкусанда: Рэимон)[11] (Родился 19 марта, 1988 в Сан Франциско) — гитара. Покинул группу в мае 2009 года[12], из-за обвинений в домогательстве[9].
- Ю Коянаги, Ю (яп. 小柳 友 Коянаги Ю) — Ударные, перкуссия (2005—2006).

## Дискография
- Zeitakubyō (2007)
- Beam of Light (2008)
- Kanjō Effect (2008)
- Niche Syndrome (2010)
- Zankyo Reference (2011)
- Jinsei×Boku= (2013)
- 35xxxv (2015)
- Ambitions (2017)
- Eye of the Storm (2019)
- Luxury Disease (2022)
- Detox (2025)

## Музыкальные видео

### Официальные музыкальные видео
| Год  | Песня                                                   | Директор                                                                          |
| ---- | ------------------------------------------------------- | --------------------------------------------------------------------------------- |
| 2006 | «Keep it real»                                          | Неизвестно                                                                        |
| 2006 | «もしも太陽がなくなったとしたら・・・»                  | Неизвестно                                                                        |
| 2006 | «内秘心書» (Naihi Shinsho)                              | Хидэаки Фукуи                                                                     |
| 2006 | «努努ーゆめゆめー» (Yume Yume)                          | Дзюнъя Мацуяма                                                                    |
| 2007 | «エトセトラ» (Etcetera)                                 | Нобуаки Хонго                                                                     |
| 2007 | «必然メーカー» (Hitsuzen Maker)                         | Неизвестно                                                                        |
| 2008 | «恋ノアイボウ心ノクピド» (Koi No Aibou Kokoro No Cupid) | Хидэаки Фукуи                                                                     |
| 2008 | «じぶんROCK» (Jibun ROCK)                               | Хидэаки Фукуи                                                                     |
| 2010 | «Liar»                                                  | Кэнсаку Какимото                                                                  |
| 2011 | «C.h.a.o.s.m.y.t.h»                                     | Масакадзу Фукацу                                                                  |
| 2011 | «NO SCARED»                                             | Масакадзу Фукацу                                                                  |
| 2011 | «Re: make»                                              | Даисин Судзуки                                                                    |
| 2011 | «アンサイズニア» (Answer is Near)                       | Масакадзу Фукацу                                                                  |
| 2012 | «The Beginning»                                         | Maxilla                                                                           |
| 2012 | «Deeper Deeper»                                         | Такахидэ Исии                                                                     |
| 2013 | «Clock Strikes»                                         | Масакадзу Фукацу                                                                  |
| 2013 | «Be the Light»                                          | Сёити Дэвид Харуяма                                                               |
| 2014 | «Decision»                                              | Неизвестно                                                                        |
| 2014 | «Mighty Long Fall»                                      | Рёхэй Сингу                                                                       |
| 2015 | «The Way Back» (Japanese Ver.)                          | Maxilla                                                                           |
| 2015 | «Last Dance»                                            | Джерэми Хлоэ                                                                      |
| 2015 | «Cry Out» (35xxxv DELUXE EDITION)                       | Наото Амадзуцуми                                                                  |
| 2015 | «Cry Out»                                               | Рёхэй Сингу                                                                       |
| 2016 | «I was King» -Japanese ver- (Official Visualizer)       | Рут Баррэт (режиссер и аниматор), Ева Вагнер и Сэм Томпсон (помощники аниматоров) |
| 2016 | «I was King» (Official Visualizer)                      | Рут Баррэт (режиссер и аниматор), Ева Вагнер и Сэм Томпсон (помощники аниматоров) |
| 2016 | «Bedroom Warfare»                                       | Sitcom Soldiers                                                                   |
| 2016 | «Taking Off» (Official Video from Nagisaen)             | Наото Амадзуцуми                                                                  |
| 2016 | «Taking Off»                                            | Sitcom Soldiers                                                                   |
| 2017 | «We Are»                                                | Марк Стаубах                                                                      |
| 2017 | «We Are» (Japanese ver)                                 | Марк Стаубах                                                                      |
| 2017 | «American Girls»                                        | Марк Стаубах                                                                      |
| 2018 | «Change» (Japanese Ver.)                                | Рауль Гонзо                                                                       |
| 2018 | «Stand Out Fit In» (Japanese Ver.)                      | Питер Хан                                                                         |

### Музыкальные видео при участии мемберов ONE OK ROCK
- Against the Current (featuring Taka from ONE OK ROCK) — «Dreaming Alone»[13]
- Simple Plan (feat. Taka from ONE OK ROCK) — «Summer Paradise»[14]
- GROWN KIDS (feat. Taka & Megan Joy) — «Bottle Rocket»[15]
- ALLY & DIAZ (feat. Taka & Cypress Ueno) — «Let Life Be»[16]
- Aimer (feat. Taka from ONE OK ROCK) — «insane dream»[17]
- Aimer (Composed and Produced by Taka from ONE OK ROCK) — «Falling Alone»[18]
- Aimer (Composed and Produced by Taka from ONE OK ROCK) — «Stars in the rain»[19][20]

## Каверы
| Год  | Песня                     | Оригинальный исполнитель | В исполнении                         | Выпущен на                                                  | Примечание |
| ---- | ------------------------- | ------------------------ | ------------------------------------ | ----------------------------------------------------------- | --- |
| 2011 | «To Feel The Fire»        | Стиви Уандер             | ONE OK ROCK                          | アンサイズニア (Answer is Near) сингл                       | |
| 2012 | «Smells Like Teen Spirit» | Nirvana                  | ONE OK ROCK                          | NEVERMIND TRIBUTE альбом                                    | Трибьют Японских исполнителей (дата выхода 4 апреля 2012) посвященный 20-летию со дня выпуска альбома Nevermind группы Nirvana. |
| 2015 | «A Thousand Miles»        | Ванесса Карлтон          | ONE OK ROCK                          | ONE OK ROCK 2014 «Mighty Long Fall at Yokohama Stadium» DVD | |
| 2016 | «Hello»                   | Адель                    | Така, Ясунори Мотидзуки (фортепиано) | ONE OK ROCK Official Channel (YouTube)                      | |
| 2016 | «Pillowtalk»              | Зейн Малик               | Така, Ясунори Мотидзуки (фортепиано) | ONE OK ROCK Official Channel (YouTube)                      | |
| 2016 | «The End»                 | My Chemical Romance      | ONE OK ROCK                          | Rock Sound Presents: The Black Parade CD                    | Трибьют посвященный 10-летию со дня выхода альбома The Black Parade (2006) группы My Chemical Romance                           |

## Награды и номинации
Alternative Press Music Awards
| Год  | Номинируемая работа | Категория               | Результат |
| ---- | ------------------- | ----------------------- | --------- |
| 2016 | ONE OK ROCK         | Best International Band | Номинация |
| 2017 | ONE OK ROCK         | Best Breakthrough Band  | Номинация |

CD Shop Awards
| Год  | Номинируемая работа | Категория   | Результат |
| ---- | ------------------- | ----------- | --------- |
| 2014 | Jinsei×Boku=        | Prize Award | Победа    |

Classic Rock Roll of Honour Awards
| Год  | Номинируемая работа | Категория                      | Результат |
| ---- | ------------------- | ------------------------------ | --------- |
| 2016 | ONE OK ROCK         | Eastern Breakthrough Male Band | Победа    |

MTV Europe Music Award
| Год  | Номинируемая работа | Категория         | Результат |
| ---- | ------------------- | ----------------- | --------- |
| 2013 | ONE OK ROCK         | Best Japanese Act | Номинация |
| 2014 | ONE OK ROCK         | Best Japanese Act | Номинация |
| 2015 | ONE OK ROCK         | Best Japanese Act | Номинация |
| 2016 | ONE OK ROCK         | Best Japanese Act | Победа    |

MTV Video Music Awards Japan
| Год  | Номинируемая работа               | Категория              | Результат |
| ---- | --------------------------------- | ---------------------- | --------- |
| 2011 | «Jibun Rock» (じぶんROCK)         | Best Rock Video        | Номинация |
| 2012 | «Answer is Near» (アンサイズニア) | Best Rock Video        | Победа    |
| 2013 | «The Beginning»                   | Best Rock Video        | Победа    |
| 2013 | «The Beginning»                   | Best Video from a Film | Победа    |
| 2014 | «Be the light»                    | Best Rock Video        | Победа    |
| 2015 | «Mighty Long Fall»                | Best Group Video       | Номинация |

Rock Sound Awards
| Год  | Номинируемая работа | Категория               | Результат |
| ---- | ------------------- | ----------------------- | --------- |
| 2017 | ONE OK ROCK         | Best International Band | Победа    |
| 2018 | ONE OK ROCK         | Best Live Performance   | Победа    |

Space Shower Music Video Awards
| Год  | Номинируемая работа | Категория            | Результат |
| ---- | ------------------- | -------------------- | --------- |
| 2013 | «The Beginning»     | Best Your Choice     | Победа    |
| 2016 | ONE OK ROCK         | Best Active Overseas | Победа    |
| 2018 | ONE OK ROCK         | Best Group Artist    | Победа    |
| 2018 | ONE OK ROCK         | Best Active Overseas | Победа    |